# Михайловка (Большеулуйский район)
Михайловка — упразднённая деревня в Большеулуйском районе Красноярского края. Входила в состав Удачинского сельсовета. Упразднена в 2021 году.

## География
Деревня находится в западной части края, в подтаёжно-лесостепном районе лесостепной зоны, на расстоянии приблизительно 16 километров (по прямой) к северо-западу от Большого Улуя, административного центра района. Абсолютная высота — 188 метров над уровнем моря.
Климат
Климат характеризуется как резко континентальный, с продолжительной морозной зимой и коротким тёплым летом. Средняя температура воздуха самого тёплого месяца (июля) составляет 17,9 °C (абсолютный максимум — 38 °C); самого холодного (января) — −18,2 °C (абсолютный минимум — −61 °C). Продолжительность безморозного периода составляет в среднем 105 дней. Среднегодовое количество атмосферных осадков составляет 474 мм, из которых 341 мм выпадает в период с апреля по октябрь.

## История
Основана в 1906 году. По данным 1926 года в деревне Михайловка (Поперечная Падь) имелось 55 хозяйств и проживало 299 человек (144 мужчины и 155 женщин). В национальном составе населения того периода преобладали белорусы. Функционировала школа I ступени. В административном отношении входила в состав Ишимкинского сельсовета Больше-Улуйского района Ачинского округа Сибирского края.

## Население
| 1989 | 2002 | 2010 |
| ---- | ---- | ---- |
| 8    | ↘0   | →0   |